# 楊樹道

楊樹道牧徽

楊樹道（1919年4月16日—2010年8月28日），聖名若望，天主教福州教區主教，並不為北京政府所承認。
1947年晉鐸。1955年因拒絕否認教宗的領導被捕並被判處無期徒刑。1981年出獄後回教區。1987年秘密晉牧為主教，翌年再度被捕，判監三年。1991年獲釋後屢遭到拘禁及監視。
2010年因中風去世。在去世前十年除了地上、地下教會分裂外，地下教會亦分成楊主教及助理主教林佳善一派，以及前任教區署理林運團神父領導的一派。